# Шутов, Андрей Юрьевич
Андре́й Ю́рьевич Шу́тов (род. 9 марта 1963, Москва) — российский политический деятель, историк. Член Центральной избирательной комиссии Российской Федерации с 19 марта 2021 года. Член-корреспондент РАН с 2022 года.
Доктор исторических наук, профессор, декан факультета политологии МГУ имени М. В. Ломоносова, заведующий кафедрой истории и теории политики. Председатель Совета по политологии Учебно-методического объединения по классическому университетскому образованию РФ, сопредседатель Общероссийской общественной организации «Российское общество политологов», председатель экспертного совета ВАК при Минобрнауки России по политологии. Автор более 120 научных публикаций по истории России и политической науке (история местного самоуправления и институтов гражданского общества в России).

## Биография
В 1986 году окончил философский факультет МГУ, в 1988 году — аспирантуру того же факультета. В 1993 году защитил кандидатскую диссертацию «Политический процесс (теоретико-методологические аспекты)». С 1989 года работал ассистентом, с 1991 года — старшим преподавателем, доцентом отделения политологии философского факультета МГУ (кафедра политического процесса России). В 1999 году защитил докторскую диссертацию «Земский избирательный процесс в России (1864—1917)».
В 2001 году с преобразованием отделения политологии возглавил созданную кафедру государственной политики МГУ, с 2001 года — профессор МГУ. С 2000 по 2008 год руководил отделением «Связи с общественностью» философского факультета МГУ, курировал образовательную программу «Политический менеджмент и связи с общественностью».
В 2008 году приказом ректора МГУ академика В. А. Садовничего был назначен и. о. декана-организатора факультета политологии МГУ. 12 ноября 2012 года утверждён в должности на пятилетний срок Учёным советом университета. Председатель экспертного совета ВАК РФ по политологии (с 2013).
Среди задач, которые планирует реализовывать факультет политологии МГУ, декан-организатор обозначил подготовку политических аналитиков, которые могли бы делать объективный, серьезный и обстоятельный анализ и прогноз политического процесса, в которых нуждаются и власти, и политические партии, и общественные организации.

Я категорически не согласен с тем, что возраст российской политологии — 20 лет, как утверждают некоторые мои коллеги. Политическая наука развивается более 200 лет. К слову сказать, одной из первых 10 кафедр тогда ещё Императорского Московского университета, была кафедра политики. Правда, тогда она находилась на юридическом факультете. А в 1804 году был открыт факультет нравственных и политических наук.
В апреле 2017 года А. Ю. Шутов был выдвинут в состав Общественной Палаты Российской Федерации Президиумом Российского общества политологов и Международным общественном фондом содействия духовно-нравственному возрождению современного общества «Фонд Андрея Первозванного». В мае 2017 года был избран членом Общественной Палаты РФ, направление деятельности: общественная дипломатия, поддержка соотечественников за рубежом, укрепление традиционных ценностей и патриотическое воспитание.
В 2017 году Андрей Шутов был избран Председателем совета директоров Экспертного института социальных исследований (ЭИСИ). По сообщениям газет «Коммерсант» и «Ведомости» Экспертный институт социальных исследований займётся подготовкой доклада об «образе будущего России», который может быть использован Владимиром Путиным на выборах в 2018 году.
18 декабря 2018 года Андрей Шутов стал почетным профессором Калмыцкого государственного университета.
19 марта 2021 года указом Президента РФ назначен членом Центральной избирательной комиссии Российской Федерации.

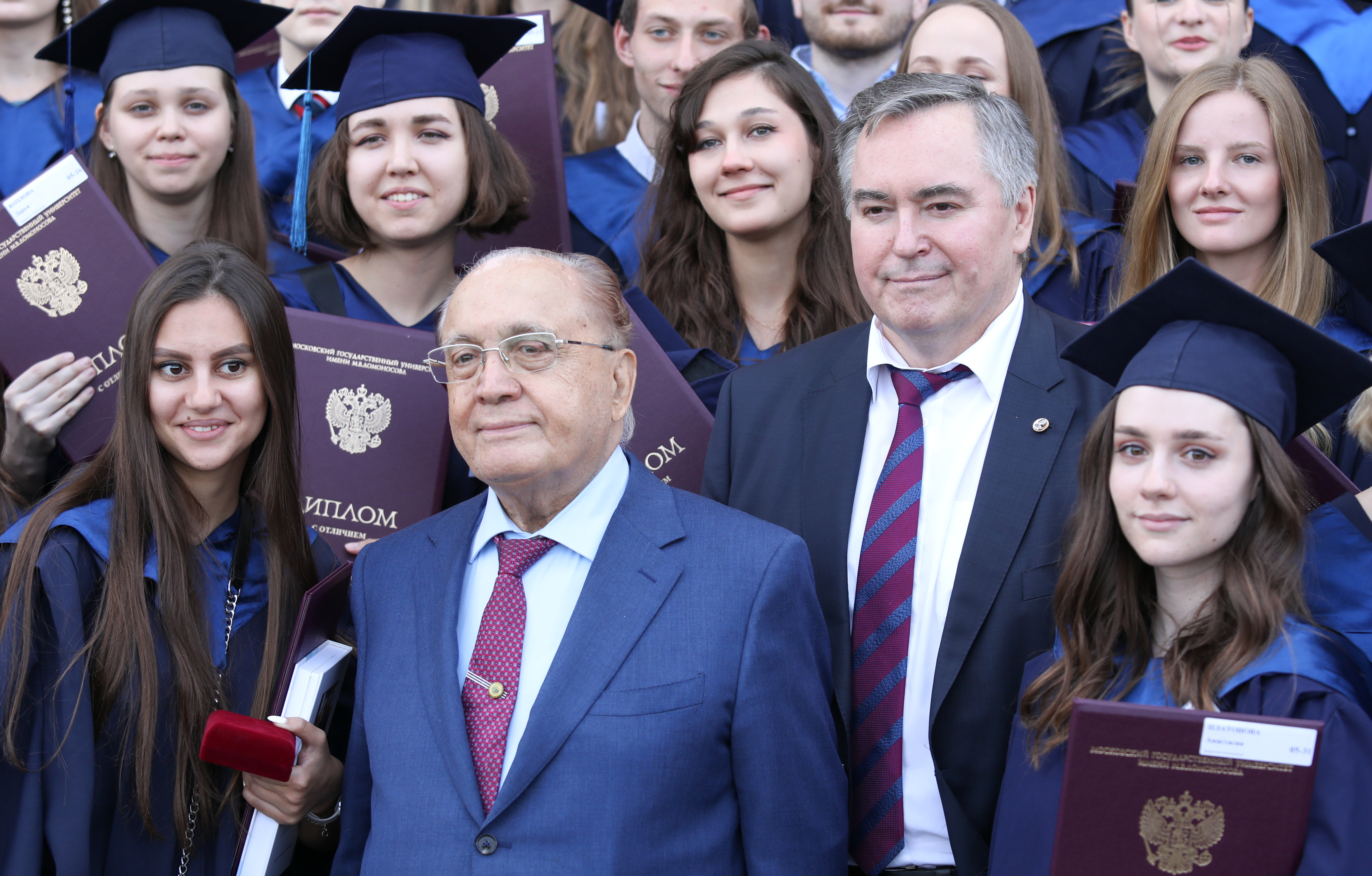
Ректор МГУ Виктор Садовничий и Андрей Шутов на церемонии вручения дипломов с отличием студентам МГУ им. М. В. Ломоносова в 2023 г.

## Законотворческая деятельность
В июле 2018 года А. Ю. Шутов возглавил группу по разработке Избирательного кодекса Российской Федерации. В настоящее время основным документом регламентирующим организацию и проведение выборов и референдумов является Федеральный Закон «Об основных гарантиях избирательных прав и права на участие в референдуме граждан Российской Федерации» от 12.06.2002 года.
Заказчиком проекта Избирательного кодекса РФ выступила некоммерческая организация «Российский фонд свободных выборов», одним из соучредителей которой является Центральная избирательная комиссия РФ. Как заявил Андрей Шутов в рабочую группу по разработке Избирательного кодекса войдут 12-15 человек, основу которой составят профессора и преподаватели факультета политологии и юридического факультета Московского государственного университета им. М. В. Ломоносова.
По словам А. Ю. Шутова «Разработка Избирательного кодекса не будет каким-то механическим соединением всего того, что уже имеется в нашем избирательном законодательстве. Это будет осмысление, переосмысление и реакция на новейшую практику применения избирательного законодательства. Я думаю, что мы предложим ряд новелл, которые будут отвечать новейшим запросам применения законодательства о выборах».
«Хотя проект создания Избирательного кодекса и является сугубо университетским, однако он предполагает широкое общественное обсуждение и профессиональную экспертизу, — подчеркнул Андрей Шутов. — Мы будет рады, если в такой дискуссии примет участие как можно больше общественных объединений и институтов гражданского общества. Мы предложим организовать несколько круглых столов, может быть на площадке Общественной палаты России, и будем готовы рассмотреть и поддержать инициативы конструктивных общественных организаций на этот счет»
19 июля 2018 года В Шуваловском корпусе МГУ им. Ломоносова состоялось первое заседание рабочей группы по подготовке Избирательного кодекса РФ. «В настоящее время ведется интенсивная работа над структурой кодекса, его основными элементами. В поле зрения разработчиков находится вопрос о том, какие нормы регулирующие выборы, должны попасть в ИК, а какие могут быть отрегулированы подзаконными актами», — сказал Андрей Шутов, заметив, что «пока по всем этим вопросам идет общая дискуссия».
Второе заседание рабочей группы по разработке первого российского Избирательного кодекса запланировано на август. По словам Андрея Шутова, «тогда уже будут обсуждаться содержательные сюжеты и предметное распределение направления работ по проекту».
Проект Избирательного кодекса РФ должен быть подготовлен к концу июня 2019 года.

## Санкции
С 9 декабря 2022 года, за поддержку российской агрессии против Украины и проведение «референдумов» на оккупированных территориях Украины, находится под санкциями США как член ЦИК России проводившая референдумы «которые изобиловали случаями явного принуждения и запугивания избирателей». По аналогичному основанию находится под санкциями Украины, Австралии и Новой Зеландии. 18 декабря 2023 года включён в санкционный список стран Евросоюза так как он «отвечал за организацию незаконных референдумов в 2022 году и незаконных выборов в сентябре 2023 года на оккупированных территориях Украины, пытаясь таким образом узаконить российскую агрессию на этих территориях».
18 декабря 2023 года попал под санкции стран Евросоюза как ответственный «за организацию незаконных референдумов в 2022 году и незаконных выборов в сентябре 2023 года на оккупированных территориях Украины, пытаясь таким образом узаконить российскую агрессивную войну на этих территориях».

## Публикации
С созданием факультета политологии продолжил исследовательскую работу в области истории политических исследований и преподавания политических наук в Московском университете и в России. Подготовил и опубликовал более 50 научных работ, среди которых:
- «Российское земство и европейские традиции местного самоуправления» (М., 2011 год)[21];
- «Карл Генрих Лангер. О пределах и важнейших представителях политической науки» (М., 2011 — общ.ред.)[22];
- «Избранные труды профессоров нравственно-политического отделения Московского университета (1804—1835)» (М., 2010, — в составе коллектива авторов)[23];
- «Очерки истории политической науки в Московском университете» (М., 2009) и др.

Главный редактор журнала «Вестник Московского университета. Серия 12. Политические науки». Член диссертационных советов по политическим наукам в МГУ.
Область научных интересов: теория политики, история политической науки, местное самоуправление, избирательные системы и избирательный процесс, политический анализ и прогнозирование.

## Награды
- Орден Почёта (11 ноября 2019 года) — за достигнутые трудовые успехи, активную общественную деятельность и многолетнюю добросовестную работу[24]
- Орден Дружбы (25 октября 2014 года) — за заслуги в научно-педагогической деятельности, подготовке квалифицированных специалистов и многолетнюю добросовестную работу[25]
- Медаль ордена «За заслуги перед Отечеством» II степени[26]
- Почётная грамота Президента Российской Федерации[26]